# Live at the Apollo (émission de télévision)
Pour les articles homonymes, voir Live at the Apollo.
Live at the Apollo (anciennement appelé Jack Dee Live at the Apollo) est une émission anglaise de show comique produit à l'Hammersmith Apollo Theatre à Londres.
Jack Dee présenta les deux premières saisons et le pilote de la troisième saison, avant d'accueillir un premier invité. À ce jour, il y a eu quatre saisons de l'émission, toutes diffusées sur BBC One. Le programme a été renommé pour sa troisième saison en octobre 2007.
La quatrième saison a débuté le 28 novembre. Les artistes étaient Michael McIntyre, Rich Hall et Rhod Gilbert. L'émission a aussi changé d'heure de diffusion, passant du lundi soir au vendredi soir pour remplacer Friday Night With Jonathan Ross, après sa suspension. La quatrième saison de Live at the Apollo avait déjà été commandé avant la suspension de Jonathan Ross.

## Saison 1 (2004)
| # | Comédien       | Date de diffusion |
| - | -------------- | ----------------- |
| 1 | Joan Rivers    | 6 septembre 2004  |
| 2 | Ardal O'Hanlon | 13 septembre 2004 |
| 3 | Jo Brand       | 20 septembre 2004 |
| 4 | Ross Noble     | 27 septembre 2004 |
| 5 | Omid Djalili   | 4 octobre 2004    |
| 6 | Jack Dee       | 11 octobre 2004   |

## Saison 2 (2005)
| # | Comédien(s)                   | Date de diffusion |
| - | ----------------------------- | ----------------- |
| 1 | Lee Mack                      | 12 septembre 2005 |
| 2 | Dara Ó Briain                 | 19 septembre 2005 |
| 3 | Jack Dee                      | 26 septembre 2005 |
| 4 | Keith Barret                  | 3 octobre 2005    |
| 5 | Marcus Brigstocke & Rich Hall | 10 octobre 2005   |
| 6 | Julian Clary                  | 17 octobre 2005   |

## Saison 3 (2007)
| # | Présentateur  | Comédien(s)                     | Date de diffusion |
| - | ------------- | ------------------------------- | ----------------- |
| 1 | Jack Dee      | Jason Manford & Russell Howard  | 12 novembre 2007  |
| 2 | Jimmy Carr    | Alan Carr                       | 19 novembre 2007  |
| 3 | Jo Brand      | Michael McIntyre                | 26 novembre 2007  |
| 4 | Lee Mack      | Sean Lock                       | 3 décembre 2007   |
| 5 | Joan Rivers   | Patrick Kielty                  | 10 décembre 2007  |
| 6 | Dara Ó Briain | Stephen K. Amos & Frankie Boyle | 17 décembre 2007  |

## Saison 4 (2008 - 2009)
| # | Présentateur     | Comédien(s)                     | Date de diffusion |
| - | ---------------- | ------------------------------- | ----------------- |
| 1 | Michael McIntyre | Rich Hall & Rhod Gilbert        | 28 novembre 2008  |
| 2 | Al Murray        | Shappi Khorsandi & Russell Kane | 5 décembre 2008   |
| 3 | Sean Lock        | Jason Manford                   | 12 décembre 2008  |
| 4 | Dara Ó Briain    | Frankie Boyle                   | 19 décembre 2008  |
| 5 | Lenny Henry      | Andy Parsons & Ed Byrne         | 9 janvier 2009    |
| 6 | Russell Howard   | Jo Brand                        | 16 janvier 2009   |

Note: Live at the Apollo remplaça Friday Night with Jonathan Ross pendant sa suspension. La saison 4 termina le vendredi 16 janvier 2009, une semaine avant le retour de Jonathan Ross.